# 國際聯盟常任理事國
國際聯盟常任理事國是國際聯盟行政院的永久成員國，可不經年度選舉即可列席行政院的國家。除非被開除出或自動退出國際聯盟，否則即擁有行政院的永久席位。

## 成員國變遷
- 1920年 - 國際聯盟成立。當時的行政院常任理事國是創始會員國中的英國、法國、意大利、日本等4個國家[註 1]。
  -  英国  法国  意大利  日本
- 1926年 - 德國加入國際聯盟，同時成為常任理事國。
  -  英国  法国  意大利  日本  德国
- 1933年 - 由於日本入侵中國東北建立滿洲國，國聯對日本進行譴責和制裁，日本於當年退出國際聯盟。同年納粹黨在德国上台執政，反對世界裁軍會議對德國的軍備削減，因此決定退出國際聯盟。
  -  英国  法国  意大利
- 1934年 - 蘇聯加入國際聯盟，同時成為常任理事國。
  -  英国  法国  意大利  苏联
- 1937年 - 反共產國際協定正式簽訂，三國軸心初步形成。意大利決定退出國際聯盟。
  -  英国  法国  苏联
- 1939年 - 由於蘇聯侵略芬蘭，被國聯行政院決定開除其會籍。
  -  英国  法国
- 1946年 - 國際聯盟解散。其資產、檔案全部移交給聯合國。

## 有機會成為常任理事國的國家
部分國家曾有機會成為常任理事國，但因為各種原因沒有成為常任理事國。1925年，德國和前戰勝國簽署了洛迦諾條約達成領土和解。次年德國申請加入國聯並要求擁有行政院常任理事國席位，見此情況巴西、西班牙與波蘭也提出要同時獲得常任席位，但遭到行政院主要大國的拒絕。於是巴西與西班牙威脅要在德國入聯的問題上行使否決權，與此同時比利時、中國也順勢提出要爭取常任席位，德國外交部長施特雷澤曼表示若有除德國以外的任一國家也成為常任理事國的話，德國則將放棄加入國聯，瑞典代表也聲明他將對除德國以外的所有常任席位申請都投反對票。經過反復協商後行政院決定接納德國入聯並取得常任席位，還決定將原來6個非常任理事國席位增至9個，而其中的2-3個席位經大會三分之二多數同意可以打破不得連續當選的限制，即所謂“半常任理事國”，並表示波蘭、西班牙或巴西可以得到這種介於大國和小國之間的特殊地位。波蘭接受了補償方案，西班牙跟巴西拒絕妥協隨即退出了國聯（西班牙的德里維拉政府在兩年後也接受了方案）。
- 1926年 - 波蘭成為不受限制、連選連任的半常任理事國，直至1939年二戰爆發。1928年西班牙重返國聯成為半常任理事國，後因西班牙內戰期間政局不穩於1937年落選。
  -  西班牙（半常任理事國）